# Ax-3 Domaines
Koordinaten: 42° 42′ N, 1° 49′ O
Ax-3 Domaines, auch Plateau de Bonascre, ist ein bekanntes Skigebiet. Es liegt in der Gemeinde Ax-les-Thermes, etwa 30 Kilometer nördlich der Grenze zu Andorra in den französischen Pyrenäen im Département Ariège in der Region Okzitanien. Mit sechs Skiabfahrten ist der Ort der größte der vier Skiorte des Vallée d’Ax.
Der Skiort war unter anderem Etappenziel mit Bergankunft auf der Tour de France 2013, 2010, 2005, 2003 und 2001.
- Höhe: 1.372 m
- Beginn des Anstieges: Ax-les-Thermes (716 m)

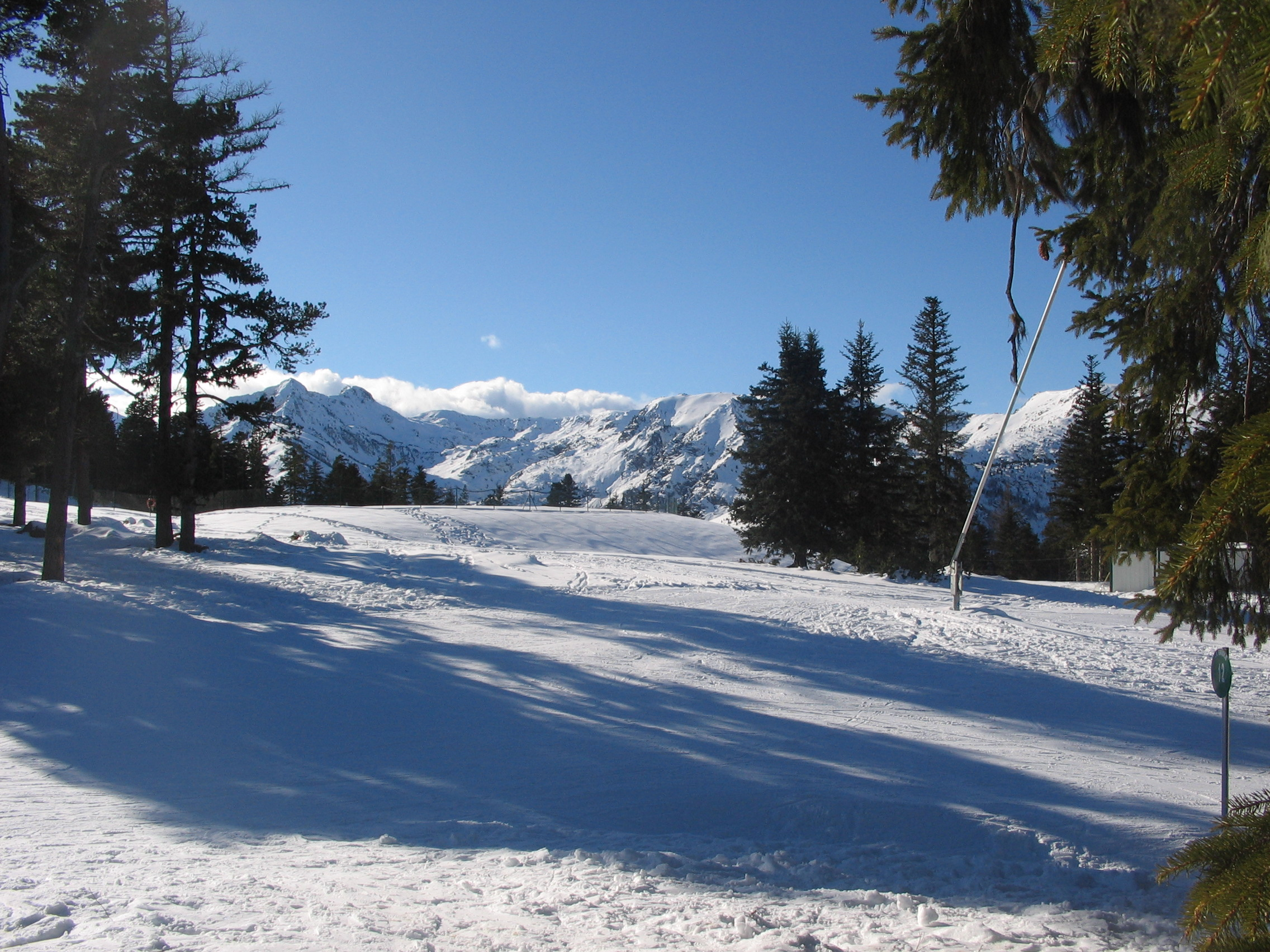
Ax-3 Domaines

- Höhenunterschied: 656 m
- Länge: 7,9 km
- Steigung: 8,3 %